# Egelvissen
Egelvissen (Diodontidae) vormen een grote familie van beenvissen uit de orde van Kogelvisachtigen (Tetraodontiformes) (onderorde: Tetraodontoidae). Een bijzonder geslacht uit deze familie zijn de Diodon.  Egelvissen worden soms verward met kogelvissen (of Tetraodontidae).  

## Kenmerken
Kogelvissen dragen in tegenstelling tot egelvissen geen stekels op de huid.  Egelvissen kunnen bovendien hun stekels (een soort beweegbare stralen) laten bewegen, en hebben een sterke bek waarmee zij hun prooi kunnen vermorzelen. Vissen uit andere geslachten van de  familie Diodontidae (zoals Chilomycterus) hebben daarentegen vaste, niet beweegbare stekels.
Egelvissen kunnen net als de kogelvissen hun lichaam opblazen door water of lucht in te slikken, waardoor zij tot een bal opzwellen. Hun sterk toegenomen volume beschermt hen dan tegen aanvallen van roofvissen. De scherpe, naar buiten opklappende stekels, vormen daarbij een tweede beschermingsmechanisme. 

## Giftigheid
Sommige soorten zijn giftig, vanwege de stof tetrodotoxine in hun huid/of ingewanden. Door deze eigenschappen hebben egelvissen maar weinig van roofvissen te duchten, behalve misschien van haaien of orka's, hoewel op jonge exemplaren ook door tonijnen en dolfijnen wordt gejaagd.   

## Geslachten
- Allomycterus McCulloch, 1921
- Chilomycterus Brisout de Barneville, 1846
- Cyclichthys Kaup, 1855
- Dicotylichthys Kaup, 1855
- Diodon Linnaeus, 1758
- Lophodiodon Fraser-Brunner, 1943
- Tragulichthys Whitley, 1931